# Португальский Тимор
Португальский Тимор (порт. Timor Português) — название Восточного Тимора в то время, когда он находился под португальским контролем. В течение этого периода Португалия делила остров Тимор с Голландской Ост-Индией, а позднее — с Индонезией.
Первыми европейцами, прибывшими в этот регион, были португальцы в 1515 году. Монахи-доминиканцы появились на острове в 1556 году, и территория была объявлена португальской колонией в 1702 году. После начала Лиссабоном процесса деколонизации в 1974 году Индонезия вторглась на территорию в 1975 году, что привело к окончанию португальского владычества. Вторжение не было признано в других странах, поэтому Португальский Тимор формально существовал официально, пока страна не обрела независимость под названием Восточный Тимор в 2002 году.

## Ранние колонии
До прибытия в регион мореплавателей из европейских колониальных держав остров Тимор был частью торговых маршрутов, которая простирались между Индией и Китаем, и был важным звеном в морской торговле Юго-Восточной Азии. Большие запасы островного ароматного сандалового дерева были его основным товаром. Первыми европейцами, прибывшими в регион, были португальцы в начале XVI века, за ними последовали голландцы в конце XVI века. И те и другие прибыли в поисках легендарного Островов Специй в Молуккских островах. Португальцы впервые высадились близ современного Панте-Макассар, и в 1556 году группой доминиканских монахов создана деревня Лифау.
В течение последующих трёх столетий голландцы стали доминировать во всём индонезийском архипелаге за исключением восточной части Тимора, который стал Португальским Тимором. Португальцы внедрили кукурузу в качестве продовольственной культуры и кофе как экспортную культуру. Тиморские системы сбора налогов и трудового контроля были сохранены: с их помощью налоги оплачивались людьми за счёт своего труда и части урожая кофе и сандалового дерева. Португальцы ввели институт наёмников в тиморские общины, и вожди тиморских племён нанимали португальских солдат для войн против соседних племён. Используя португальские мушкеты, тиморцы стали охотиться на оленей и поставлять оленьи рога, которые вскоре стали экспортным товаром.
Португальцы распространили в Восточном Тиморе католицизм, латинскую систему письма, печатный станок и формальное обучение. В Восточном Тиморе появились две новые группы людей: португальцы и топасы (метисы — потомки от браков португальцев с местными жителями). Португальский язык стал языком коммерции, церкви и государственных дел, а португальские азиаты использовали малайский в дополнение к португальскому языку. По колониальной политике португальское гражданство было доступно для людей, которые в достаточной степени ассимилировались и знали португальский язык, были грамотны и исповедовали христианство, и к 1970 году 1200 восточных тиморцев, в основном представители аристократии, жители Дили или других крупных городов, получили португальское гражданство. По состоянию на конец правления колониальной администрации в 1974 году 30 процентов населения Восточного Тимора были практикующими католиками, в то время как большинство продолжало поклоняться духам земли и неба.

## Создание колонии
В 1702 году Лиссабон направил в Восточный Тимор своего первого постоянного губернатора, Антониу Коэльу Герильу, в Лифау, который стал столицей всех португальских владений на Малых Зондских островах. Бывшими столицами были города Солор и Ларантука. Португальский контроль над территорией был особенно слабым в горных районах. Доминиканские монахи, время от времени голландцы и сами тиморцы конкурировали с португальскими купцами. Контроль колониальной администрации над островом в значительной степени ограничивался областью Дили, и они должны были опираться на традиционных племенных вождей для контроля и влияния.
Столица колонии была перенесена в Дили в 1769 году из-за атак топасов, которые стали правителями нескольких местных царств (Лиураи). В то же время голландцы колонизировали западную часть острова и окружающие острова архипелага — современную Индонезию. Граница между Португальским Тимором и Голландской Ост-Индией был официально определена в 1859 году Лиссабонским договором. В 1913 году португальцы и голландцы официально согласились разделить остров между ними. Окончательная граница были окончательно установлена в Гааге в 1916 году, и она остаётся государственной границей между современными государствами Восточный Тимор и Индонезия.
Для португальцев Восточный Тимор оставался немногим больше чем малозначимый торговый пост до конца XIX века. Инвестиции в инфраструктуру, здравоохранение и образование были минимальными. Сандал оставался основной экспортной культурой вместе с кофе, экспорт которого становится значительным в середине XIX века. В местах, где португальское правление утвердилось, оно, как правило, было жестоким и с сильной эксплуатацией местного населения.

## Двадцатый век

Малый герб Португальского Тимора (1935—1975).

В начале XX века кризис экономики в метрополии побудил Португалию извлекать больше богатств из своих колоний, в результате чего власть португальцев в Восточном Тиморе значительно укрепилась. В 1910—1912 годах в Восточном Тиморе происходило восстание, которое было подавлено после того, как Португалия ввела туда войска из своих колоний в Мозамбике и Макао, в результате чего погибло 3000 жителей Восточного Тимора.
Хотя Португалия сохраняла нейтралитет во время Второй мировой войны, в декабре 1941 года Португальский Тимор был оккупирован австралийскими и голландскими войсками, которые ожидали японского вторжения. Тысячи японских солдат оккупировали Тимор в феврале 1942 года, и границы голландцев и португальцев не были учтены на острове Тимор, когда японской оккупационной армией была создана здесь единая административная зона. 400 австралийских и голландских коммандос, оказавшиеся в ловушке на острове в результате японского вторжения, вели партизанскую войну, которая связала японские войска и привела к более чем 1000 жертв. Тиморцы помогали партизанам, но после эвакуации Союзников японские карательные акции, проводимые солдатами и союзным японцам тиморским ополчением, поставили Восточный Тимор в очень тяжёлое положение. По состоянию на конец войны, по оценкам, 40-60 тыс. тиморцев умерло, экономика была в руинах и голод имел широкое распространение.

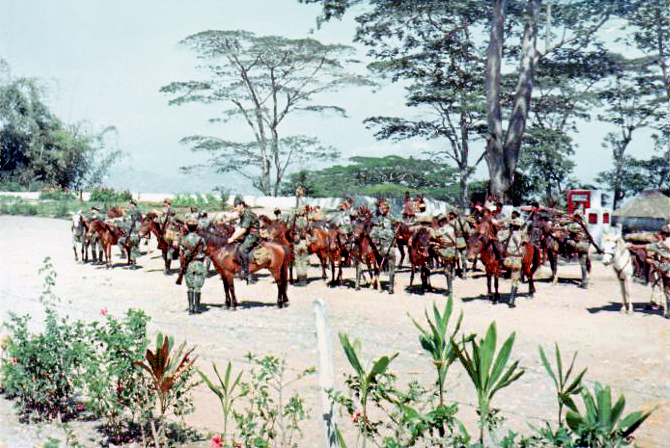
Построение конного отряда перед заступлением на службу. Около 1968—1970 гг.

После Второй мировой войны португальцы незамедлительно вернули власть над своей колонией, в то время как Западный Тимор стал частью Индонезии, которая обеспечила себе независимость в 1949 году. Для восстановления экономики колониальные губернаторы вынуждали местных вождей на поставку рабочих, что в дальнейшем привело к коллапсу в сельскохозяйственном секторе. Роль католической церкви в Восточном Тиморе выросла после того, как португальское правительство передало образование в Тиморе в руки церкви в 1941 году. В послевоенном Португальском Тиморе охват населения школьным образованием начального и среднего уровня значительно увеличился, хотя само образование было очень низкого уровня. Хотя неграмотность в стране в 1973 году оценивалась в 93 % населения, небольшая образованная элита Восточного Тимора из обученных церковью в 1960-х и начале 1970-х годов стала лидерами движения за независимость во время индонезийской оккупации.

## Конец португальского правления
После переворота 1974 года («революции гвоздик») новое правительство выступило за постепенный процесс деколонизации португальских владений в Азии и Африке. Когда в Восточном Тиморе впервые были легализованы политические партии в апреле 1974 года, появилось три основных «игрока». Тиморский демократический союз (UDT) сначала выступал за сохранение Восточного Тимора под протекторатом Португалии, а в сентябре объявил о своей поддержке независимости. ФРЕТИЛИН одобрил «универсальную доктрину социализма», а также «право на независимость», а затем объявил себя «единственным законным представителем народа». Третья партия, АПОДЕТИ, начала пропаганду интеграции Восточного Тимора с Индонезией, выражая опасение, что независимый Восточный Тимор был бы экономически слабой и уязвимой страной.
28 ноября 1975 года Восточный Тимор объявил о своей независимости.
Девять дней спустя Индонезия вторглась на территорию Восточного Тимора, объявив его двадцать седьмой провинции Индонезии под названием Тимор Тимур в 1976 году. Организация Объединённых Наций, однако, не признала его аннексию. Последним губернатором Португальского Тимора был Марио Лемос Пирес в 1974-75. После окончания индонезийской оккупации в 1999 году и переходного периода при правлении администрации Организации Объединённых Наций Восточный Тимор стала формально независимым государством в 2002 году.
Первой валютой Восточного Тимора была патака Португальского Тимора (введена в 1894 году), а после 1959 года использовался эскудо Португальского Тимора, связанный с португальским эскудо. В 1975 году валюта перестала существовать, так как Восточный Тимор была аннексирована Индонезией и началось использование на его территории индонезийской рупии.